# Лизьё (кантон)
Лизьё (фр. Lisieux) — кантон во Франции, находится в регионе Нормандия, департамент Кальвадос. Входит в состав округа Лизьё.

## История
Кантон образован в результате реформы 2015 года . В его состав были включены город Лизьё, кантон Лизьё-2 и часть коммун кантона Лизьё-1.

## Состав кантона с 1 января 2017 года
В состав кантона входят коммуны (население по данным Национального института статистики за 2018 г.):
- Бёвилле (1 337 чел.)
- Гло (921 чел.)
- Кордебюгль (164 чел.)
- Куртон-ла-Мёрдрак (658 чел.)
- Куртон-ле-Дёз-Эглиз (653 чел.)
- Л’Отельри (315 чел.)
- Ле-Мений-Гийом (605 чел.)
- Лизьё (20 171 чел.)
- Мароль (756 чел.)
- Сен-Мартен-де-ла-Льё (777 чел.)

## Политика
На президентских выборах 2022 г. жители кантона отдали в 1-м туре Эмманюэлю Макрону 29,3 % голосов против 27,7 % у Марин Ле Пен и 17,4 % у Жана-Люка Меланшона; во 2-м туре в кантоне победил Макрон, получивший 54,0 % голосов. (2017 год. 1 тур: Марин Ле Пен – 23,6 %, Эмманюэль Макрон – 22,2 %, Франсуа Фийон – 19,8 %, Жан-Люк Меланшон – 18,4 %; 2 тур: Макрон – 61,1 %. 2012 год. 1 тур: Франсуа Олланд — 28,3 %, Николя Саркози — 28,0 %, Марин Ле Пен — 18,4 %; 2 тур: Олланд — 51,0 %).
С 2021 года кантон в Совете департамента Кальвадос представляют мэр города Лизьё Себастьен Леклерк (Sébastien Leclerc) (Республиканцы) и член совета города Лизьё Анжелик Перини (Angélique Périni) (Разные правые).
|                | Кандидаты                               | Партия                   | Первый тур | Первый тур     | Второй тур | Второй тур |
| Кол-во голосов | Кандидаты                               | Партия                   | % голосов  | Кол-во голосов | % голосов  |            |
| -------------- | --------------------------------------- | ------------------------ | ---------- | -------------- | ---------- | ---------- |
|                | Себастьен Леклерк Анжелик Перини        | Правый блок              | 2 955      | 56,64          | 3 684      | 70,57      |
|                | Анжелик Авар Оливье Трюффо              | Левый блок — Зелёные     | 942        | 18,06          | 1 536      | 29,43      |
|                | Александра Вуазен Эмманюэль Норбер-Куад | Национальное объединение | 895        | 17,16          |            |            |
|                | Анн-Мари Бюко Филипп Легран             | Коммунистическая партия  | 249        | 4,77           |            |            |
|                | Ален Анжелини Жизель Деламар            | Прочие                   | 176        | 3,37           |            |            |

|                | Кандидаты                     | Партия                        | Первый тур | Первый тур     | Второй тур | Второй тур |
| Кол-во голосов | Кандидаты                     | Партия                        | % голосов  | Кол-во голосов | % голосов  |            |
| -------------- | ----------------------------- | ----------------------------- | ---------- | -------------- | ---------- | ---------- |
|                | Бернар Обриль Анжелик Перини  | Разные правые                 | 2 738      | 34,14          | 4 964      | 66,21      |
|                | Марин Гоген Бенжамен Пиль     | Национальный фронт            | 1 389      | 17,32          | 2 533      | 33,79      |
|                | Жонни Бриар Сильви Гранден    | Союз демократов и независимых | 1 356      | 16,91          |            |            |
|                | Валери Бюрель Оливье Трюффо   | Социалистическая партия       | 1 289      | 16,07          |            |            |
|                | Сабин Мишо Паскаль Шапель     | Европа Экология Зелёные       | 455        | 5,67           |            |            |
|                | Анн-Мари Бюко Кристиан Паскье | Левый фронт                   | 391        | 4,87           |            |            |
|                | Жиль Гелен Паскаль Перруо     | Вставай, Франция              | 254        | 3,17           |            |            |
|                | Сабрина Демши Иоанн Ле Беллек | Крайне левые                  | 149        | 1,86           |            |            |